# Motor Billancourt
Era um motor automotivo projetado pela Renault para o Renault 4CV, usado posteriormente até 1985. Mais tarde, era chamado somente de "B", para Billancourt. A versão "esporte" é chamada de motor Ventoux.

## História
Projetado por Fernand Picard,é bastante robusto e simples. 
Quatro cilindros em linha com três mancais principais,utiliza o sistema de camisas de cilindro,bloco em ferro fundido e cabeçote em alumínio, o comando de válvulas localiza-se na lateral do bloco e é comandado por engrenagem, nas versões mais recentes no lugar de engrenagem utiliza-se corrente,o acionamento das válvulas dá-se com o uso de varetas e balancins (OHV).
Em junho de 1940, Louis Renault nomeou Fernand Picard, que se tornou vice-diretor técnico do departamento de motores de automóveis. Durante a Segunda Guerra Mundial, ele participou do estudo de um carro pequeno: o futuro 4CV. Seu motor estava pronto em 1942 e, um ano depois, iniciou os testes. A Renault substituiu este motor pelo motor Cléon-Fonte, um design completamente novo.

## Diferentes cilindradas

### 760cc
Comercializado em 1947 com o Renault 4CV, a primeira versão do "motor Billancourt" foi um 0,8 L (760 cc) de 17 cv. Em 1950, uma versão de 21 cv foi montada no Renault 4CV Grand Luxe, produzido apenas em 1950.

### 747 cc
Em outubro de 1950, os 0,7 L (747 cc) substituíram os 0,8 L (760 cc). O deslocamento levemente inferior foi obtido reduzindo o diâmetro do pistão de 55 para 54,5 mm, enquanto o curso permaneceu inalterado. Essa mudança foi decidida pelos líderes da Renault para poder usar o motor em competições onde era necessário ficar abaixo de 0,8 L (750 cc) para homologar o carro em sua categoria. Este novo deslocamento oferecia seis níveis de potência, de 24 a 35 cv.

### 782 cc
Em 1971, os 0,8 L (782 cc) apareceram com um cilindro de diâmetro maior, de 54,5 para 55,8 mm, sempre com um curso inalterado de 80 mm. Este motor foi proposto em ambas as variantes, desenvolvendo 27 e 36 hp. O menos poderoso foi montado sob o capô do Renault 4L produzido entre 1971 e 1980, enquanto a variante que desenvolve 36 hp foi usada no Renault 5 produzido entre 1972 e 1976.

### 845 cc
A maior capacidade do motor Billancourt surgiu em 1956, no lançamento do Renault Dauphine, um dos principais modelos equipados com este motor,foi 0,8 L (845 cc). 
Equipou o Renault 4 de 1964. O diâmetro dos cilindros foi aumentado para 58 mm. A potência variou entre 30 e 55 cv.
A terceira versão desenvolveu potência máxima de 38 cv e torque de 57 Nm a 2.500 rpm. Isso foi possível graças à usinagem do cabeçote, com novas válvulas e assentos de válvula, bem como melhorias no resfriamento do motor. Foi montado no Renault 5L de 1977 a 1984.

### 603 cc
Este foi o motor Billancourt mais barato de ser fabricado. Dessa vez o diâmetro do cilindro foi reduzido para 49 mm para obter o deslocamento total de 0,6 L (603 cm3). A potência máxima alcançada era de 23 hp, 20 hp a 4.800 rpm, enquanto o torque máximo era de 4,2 Kgf/m. Este motor foi montado apenas no Renault 3 (1961-1962), uma versão ultra-espartana do Renault 4.

## Motor Ventoux
A versão "esporte" é chamada de motor Ventoux, em homenagem ao Mont Ventoux Hill Climb. Corridas de carros que iam até o Monte Ventor .

### 747 cc Ventoux
A variante esportiva do motor "B", que equipou o Alpine A106 e o Renault 4 CV R1063, sofreu grandes modificações que afetaram, entre outras coisas, as bielas (agora mais potentes e resistentes), o comando de válvulas, válvulas maiores e o foi utilizado o carburador Solex. Valores significativamente maiores foram obtidos, variando de 35 cv para um padrão Renault 4 CV R1063 (até 40 cv), para as versões usadas em corridas,43 hp.

## Ventoux Gordini
As versões mais poderosas serão desenvolvidas pelo Amédée Gordini a partir do motor original. Usinando os assentos de válvula, inclinando-os, permite uma maior faixa, mas deixando o eixo do comando de válvulas intacto, o arrefecimento aprimorado no cabeçote  e o motor é equipado com um novo carburador Solex de 32 mm. Isso, em conjunto com o aumento na taxa de compressão, resulta em uma potência máxima de 37 hp a 5.000 rpm com um torque máximo de 62,8 Nm a 3500 rpm. Este motor fez sua estréia no outono de 1957, então, em 1959, sofreu modificações adicionais e seu poder foi aumentado para 40 hp . O "Feiticeiro" então faz uma pequena preparação, assim o Dauphine Gordini (tipo R1091) nasce em 1957.
A potência do bloco aumenta para 37 hp e a velocidade máxima para 126 km/h graças a um novo cabeçote, maior taxa de compressão, molas de válvulas mais duras e maiores dutos de admissão e escape. As primeiras modificações feitas pelo Amedée Gordini não serão mantidas no modelo de série por razões de custo.
O motor vai ganhar três cavalos nos modelos de 1960. O Dauphine Gordini aparecerá no catálogo do verão de 1957 a 1963 e reaparecerá em 1965.
Em 1960 e 1965, novas modificações melhoraram o torque. Em seguida, veio uma versão muito mais potente, obtida por um novo eixo de comando, novas válvulas, um carburador Solex de corpo duplo de 32 mm e aumentando a taxa de compressão em 9,2: 1. trazendo a potência máxima para 55 cv.

### Ventoux 1093
A Renault pediu à Amédée Gordini para produzir uma versão super tunada do Renault Dauphine: O Dauphine 1093 (tipo R1093), um derivado esportivo do Dauphine que surgiu no final de 1961.
As modificações diziam respeito principalmente ao motor. Ele usava pistões com cabeças convexas (taxa de compressão aumentada para 9,2: 1), um carburador Solex duplo tipo 32 PAIA 3, um virabrequim especial, molas de válvulas duplas e coletores de admissão e escape Autobleu. As rodas dentadas foram reforçadas, assim como a embreagem. Com uma capacidade de 55 cv , o carro atingiu 140 km/h.
A quarta marcha foi modificada em comparação com a caixa do Dauphine Gordini. O sistema de freio original foi melhorado pela adição de aletas de arrefecimento no perímetro dos tambores dianteiros. A suspensão foi a do tipo Dauphine "estradas ruins", mas com molas mais curtas, sem diminuir a distância ao solo. O 1093 foi o único Dauphine a ser comercializado na França com equipamento elétrico de 12 volts semelhante às versões de exportação, em vez dos originais de 6 volts.
Externamente, o 1093 foi distinguido do Dauphine Gordini por seus faróis de 180 mm de diâmetro emprestados da versão americana, sua cor creme com duas faixas azuis e "1093" estampado na traseira, bem como na asa dianteira direita.
No interior, um conta-giros adicional foi montado à esquerda do velocímetro graduado até 180 km/h.
Apesar de seu caráter muito esportivo para "todos", a série 1093 não poderia ser competitiva sem ter sido preparada. A preparação consistia em modificar e polir a mecânica existente porque as novas regulamentações esportivas em vigor em 1960 proibiam qualquer aumento no deslocamento, bem como mudanças de peças. se tornaram um "1093 Melhorado".
Apenas 2.140 cópias (mais 8 pré-séries) foram produzidas em duas séries, a primeira de 1.650 unidades para fins de homologação (mínimo de 1.500 cópias) e uma segunda de 490 unidades (freios a disco e cores cinza "valois") para satisfazer os clientes. 
O 1093 é o mais procurado depois de todos os Dauphines. Hoje, estima-se que apenas cem "1093" sobreviveram, metade dos quais ainda estão andando.
Em 1962, o Dauphine 1093 foi visto no "Tour of Corsica Rally". No entanto, seu lançamento tardio e mudanças modestas não permitiram uma longa carreira esportiva. O 1093 continua a ser um carro envolvente que garante a transição entre o 4CV 1063 artesanal e o Gordini R8, que revolucionaria a "série turística" da competição automóvel.

## Sucessão
Em 1962, o motor Sierra, mais tarde renomeado "motor Cléon-Fonte", apareceu no Renault Floride S e no Renault 8. Ele inovou com seu virabrequim de cinco mancais. Era um motor de médio deslocamento, não substituindo o motor  Billancourt que permanecia para suprir os veículos menores. Com o passar dos anos, os carros se tornaram mais pesados e mais eficientes, forçando a Renault a abandonar o motor Billancourt e, como resultado, o motor Cléon-Fonte passou a ser considerado um motor de pequeno deslocamento em 1980,Em 1985 o motor Billancourt teve sua produção encerrada.
O motor Sierra (Cléon-Fonte)  não é uma evolução do motor Billancourt, mas um motor totalmente novo projetado pelo engenheiro René Vuaillat. Naquela época, todos os motores tinham o comando de válvulas acionado por corrente, resultando em uma semelhança distante entre eles.